# Steiger (Patrizierfamilie, mit dem schwarzen Bock)

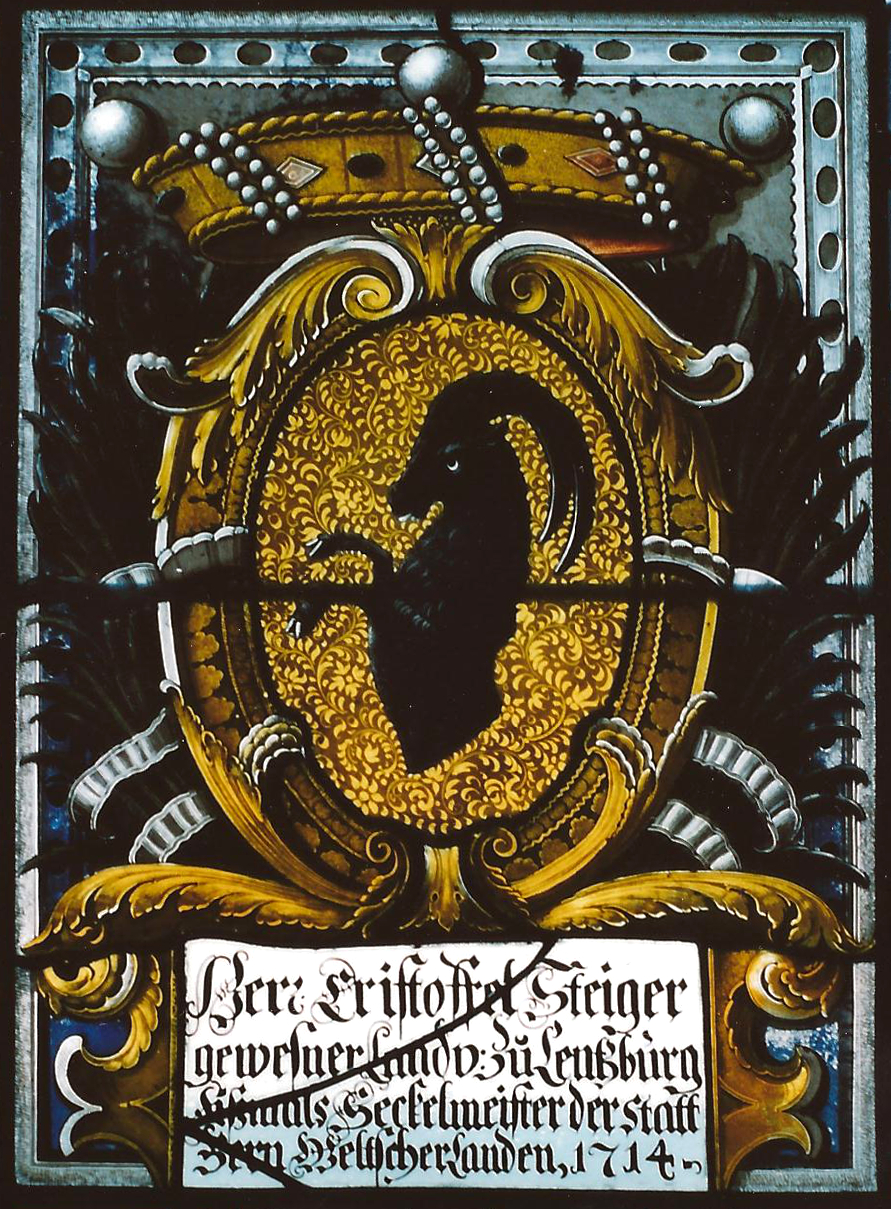
Wappen von Steiger, Schloss Chillon (1714)

Die Familie von Steiger, mit dem schwarzen Steinbock im Wappen, ist eine Berner Patrizierfamilie, die seit 1542 das Burgerrecht der Stadt Bern besitzt. Die Familie gehört der Gesellschaft zu Ober-Gerwern an.

## Personen
- Christoph von Steiger, Schultheiss von Bern
- Christoph von Steiger (II.), Schultheiss von Bern
- Niklaus Friedrich von Steiger (1729–1799), Herr zu Montricher, Schultheiss von Thun, Schultheiss von Bern
- Anatolij Steiger, russischer Schriftsteller